# Kim Frank
Pour les articles homonymes, voir Frank.
 (mars 2025).
La mise en forme du texte ne suit pas les recommandations de Wikipédia : il faut le « wikifier ».
Les points d'amélioration suivants sont les cas les plus fréquents :
- Les titres sont pré-formatés par le logiciel. Ils ne sont ni en capitales, ni en gras.
- Le texte ne doit pas être écrit en capitales (les noms de famille non plus), ni en gras, ni en italique, ni en « petit »…
- Le gras n'est utilisé que pour surligner le titre de l'article dans l'introduction, une seule fois.
- L'italique est rarement utilisé : mots en langue étrangère, titres d'œuvres, noms de bateaux, etc.
- Les citations ne sont pas en italique mais en corps de texte normal. Elles sont entourées par des guillemets français : « et ».
- Les listes à puces sont à éviter, des paragraphes rédigés étant largement préférés. Les tableaux sont à réserver à la présentation de données structurées (résultats, etc.).
- Les appels de note de bas de page (petits chiffres en exposant, introduits par l'outil «  Source ») sont à placer entre la fin de phrase et le point final[comme ça].
- Les liens internes (vers d'autres articles de Wikipédia) sont à choisir avec parcimonie. Créez des liens vers des articles approfondissant le sujet. Les termes génériques sans rapport avec le sujet sont à éviter, ainsi que les répétitions de liens vers un même terme.
- Les liens externes sont à placer uniquement dans une section « Liens externes », à la fin de l'article. Ces liens sont à choisir avec parcimonie suivant les règles définies. Si un lien sert de source à l'article, son insertion dans le texte est à faire par les notes de bas de page.
- La présentation des références doit suivre les conventions bibliographiques. Il est recommandé d'utiliser les modèles {{Ouvrage}}, {{Chapitre}}, {{Article}}, {{Lien web}} et/ou {{Bibliographie}}. Le mode d'édition visuel peut mettre en forme automatiquement les références.
- Insérer une infobox (cadre d'informations à droite) n'est pas obligatoire pour parachever la mise en page.

Pour une aide détaillée, merci de consulter Aide:Wikification.
Si vous pensez que ces points ont été résolus, vous pouvez retirer ce bandeau et améliorer la mise en forme d'un autre article.
Kim Alexander Frank, né le 24 mai 1982 à Flensbourg est un chanteur, auteur et réalisateur allemand de vidéoclips, de longs métrages et de documentaires. Il est devenu célèbre au tournant du millénaire en tant que chanteur du groupe Echt.

## Biographie
Ayant grandi dans des conditions simples à Flensbourg, il fonde le groupe Echt en 1994 avec Florian Sump et trois autres camarades de classe de l'école Kurt Tucholsky de Flensbourg, qui sortent leur premier album portant le nom du groupe en 1998. Lors des concerts, le leader Frank jouait parfois également le rôle d'instrumentiste solo à la flûte et aux percussions.
Depuis 2008, Kim Frank travaille comme réalisateur , caméraman, monteure et producteur principalement de vidéoclips. À l'âge de 16 ans, il réalise pour la première fois le clip du single Fort von mir de son groupe Echt. Une collaboration musicale avec Wolfgang Michels et d'autres. pour le sampler caritatif Kunztstücken (2008), Liebe ist frei reste à ce jour sa dernière sortie en tant qu'auteur-compositeur-interprète.
Son premier roman a été publié par Rowohlt Verlag en mai 2011. Sous le titre 27, il traite de la peur d'un musicien de mourir à 27 ans et ainsi de rejoindre le club des 27.
Le même mois, Die Zeit publie une « lettre d'amour » nostalgique et inspirante de sa part à Flensburg, sa ville natale, qu'il a quittée à l'âge de 16 ans pour se rendre à Hambourg,. 

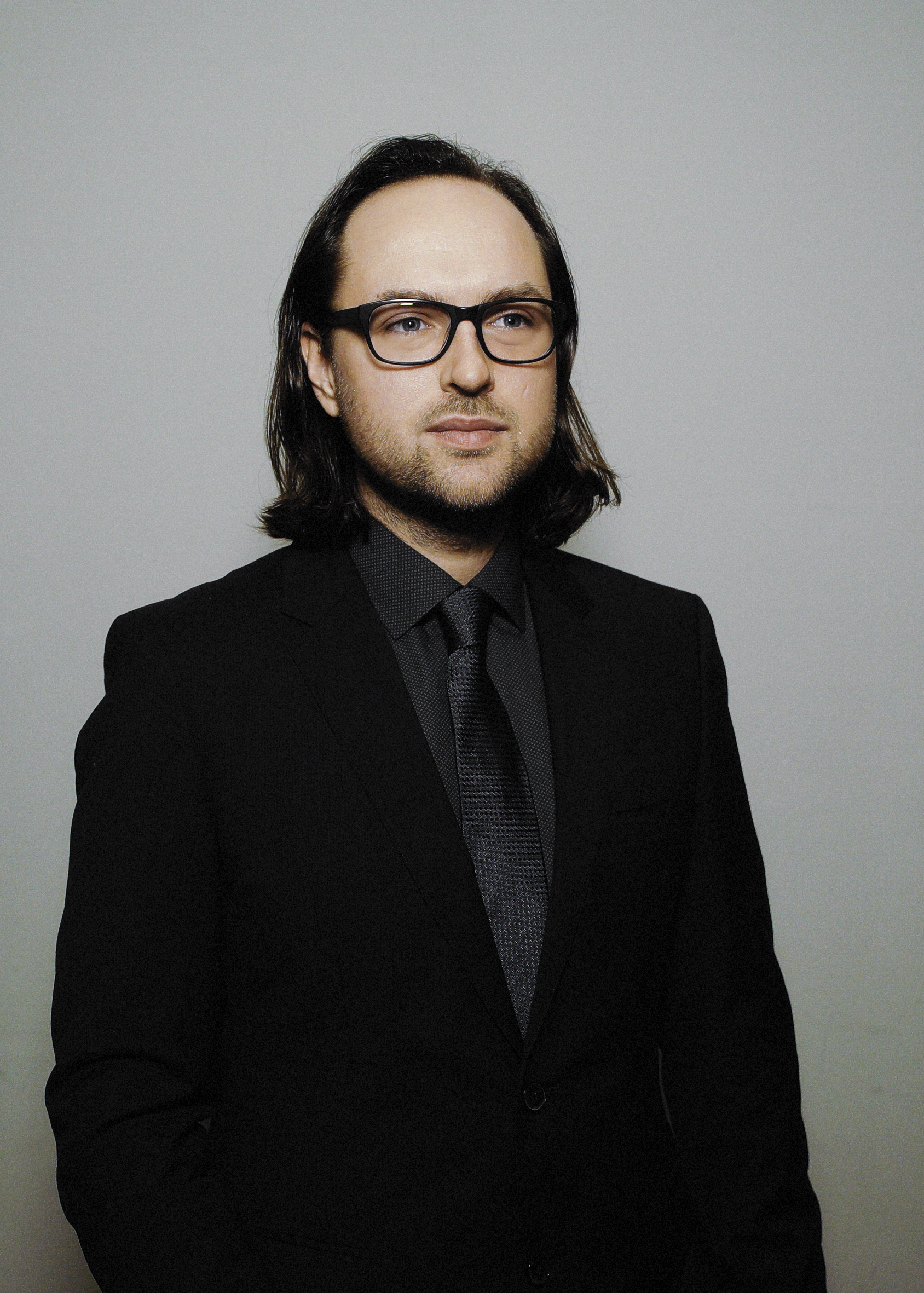
Kim Frank en 2018

En mars 2018, Kim Frank tourne son premier long métrage Awake, dont il écrit également le scénario. Awake parle de deux amis qui veulent rester éveillés sans drogue aussi longtemps qu'ils le peuvent. Il a été diffusé pour la première fois sur ZDF le 17 septembre 2018 et publié en même temps sur YouTube. 
En octobre 2020, Kim Frank a publié sous forme de podcast une pièce radiophonique en plusieurs parties intitulée Unveiled sur Audio Now et d'autres fournisseurs, qu'il a écrite après des recherches intensives en collaboration avec un ami avocat spécialisé en droit d'asile et dans laquelle, en plus de la réalisation et du montage sonore, il parle aussi le narrateur lui-même. L’œuvre a été nommée pour le prix allemand du podcast dans la catégorie « Meilleure production » en 2021.

## Référence
1. ↑  (de) Jürn Kruse, « Musiker und Regisseur Kim Frank: Nicht immer „man“ sagen », Die Tageszeitung: taz,‎ 17 septembre 2018 (ISSN 0931-9085, lire en ligne, consulté le 18 décembre 2024)
2. ↑  (de) Mira Nagar, « Wie der Manager der Flensburger Band „Echt“ zurückblickt | SHZ », sur shz.de, 21 décembre 2023 (consulté le 18 décembre 2024)
3. ↑  (de) « Kim Frank », sur Crew United (consulté le 18 décembre 2024)
4. ↑  (de) Various - KunztStücke - 15 Duette Aus Hamburg, 2008 (lire en ligne)
5. ↑  (de) Various - KunztStücke - 15 Duette Aus Hamburg, 2008 (lire en ligne)
6. ↑  (de) Kim Frank, « Liebesbrief: "Ich denke oft an uns" », Die Zeit,‎ 31 mars 2016 (ISSN 0044-2070, lire en ligne, consulté le 18 décembre 2024)
7. ↑  (de) Julia Garbe, « Liebesbrief an die Förde: Kim Frank will in Flensburg heiraten un | SHZ », sur shz.de, 1er avril 2016 (consulté le 18 décembre 2024)
8. ↑  Jana McKinnon, Alli Neumann et Joshua Lembke, Wach, Kim Frank Produktion, Das kleine Fernsehspiel (ZDF), Funk, 17 septembre 2018 (lire en ligne)
9. ↑  (de) Felix Bayer, « (S+) »Echt – Unsere Jugend«: ARD-Doku von Kim Frank über Jungspubertät unter Teeniestar-Bedingungen », Der Spiegel,‎ 23 novembre 2023 (ISSN 2195-1349, lire en ligne, consulté le 18 décembre 2024)